# Ковач, Бела (политик, 1908)
Бела Ковач (венг. Kovács Béla; 20 апреля 1908, Печ, Королевство Венгрия, Австро-Венгрия — 21 июня 1959, там же) — венгерский политический и государственный деятель, министр сельского хозяйства Венгрии (1945—1946, 1956).

## Биография
Родился 20 апреля 1908 года в Пече, Австро-Венгрия, в семье малоземельных крестьян.
В 1933 году вступил в Независимую партию мелких хозяев. К 1936 году стал главой отделения партии в медье Баранья, а в 1939 году занял пост заместителя генерального секретаря партии.
В 1941 году стал генеральным секретарём Общества венгерских крестьян. Член Временного национального собрания Венгрии с декабря 1944 года. Во временном послевоенном правительстве Венгрии занимал посты секретаря Министерства внутренних дел (декабрь 1944 − ноябрь 1945) и министра сельского хозяйства (ноябрь 1945 − февраль 1946).
В 1945 году, на первых парламентских выборах после Второй мировой войны, Независимая партия мелких хозяев, генеральным секретарём которой Бела Ковач был избран 20 августа 1945 года, получила абсолютное большинство голосов (57 %). Тем не менее, присутствие советских войск вынудило его вступить в коалицию с Венгерской коммунистической, Социал-демократической и Национально-крестьянской партиями.
После отставки с поста министра сельского хозяйства некоторое время был главным редактором газеты Kis Ujság («Маленькая газета») — печатного органа Независимой партии мелких хозяев. Бела Ковач последовательно представлял интересы своей партии и несколько раз резко выступал против коммунистов.
25 февраля 1947 года Бела Ковач был арестован советскими властями по обвинению в заговоре против республики и депортирован в СССР; приговорён к 20 годам заключения. Сначала отбывал наказание в венгерских и австрийских тюрьмах (Нойнкирхен), а затем, с 25 сентября 1951 года, в Московской центральной тюрьме МГБ. В 1955 году Бела Ковач был переведён в тюрьму на площади вождя Леле в городе Ясберень УГБ ВНР; затем, 18 января 1956 года он был переведён в центральную тюрьму Будапешта Министерства внутренних дел; в апреле того же года, Бела Ковач был выпущен на свободу.
Во время революции 1956 года, а точнее 31 октября, Бела Ковач принимал участие в реорганизации Независимой партии мелких хозяев. С 27 октября по 2 ноября Ковач был министром сельского хозяйства во втором правительстве Имре Надя, а затем в течение двух дней после смены правительства был государственным министром. После подавления революции он искал возможность компромисса с Революционным рабоче-крестьянским правительством и вёл переговоры с Яношем Кадаром. Он также был избран членом парламента на выборах в ноябре 1958 года.
Умер 21 июня 1959 года в Пече, Венгерская Народная Республика.
26 мая 1989 года реабилитирован Военной прокуратурой СССР.

## Память
- На фасаде ворот, ведущих в бывшую тюрьму, в городе Ясберень установлена мемориальная доска[6].Мемориальная доска на здании, где находился штаб Независимой партии мелких хозяев в Будапеште

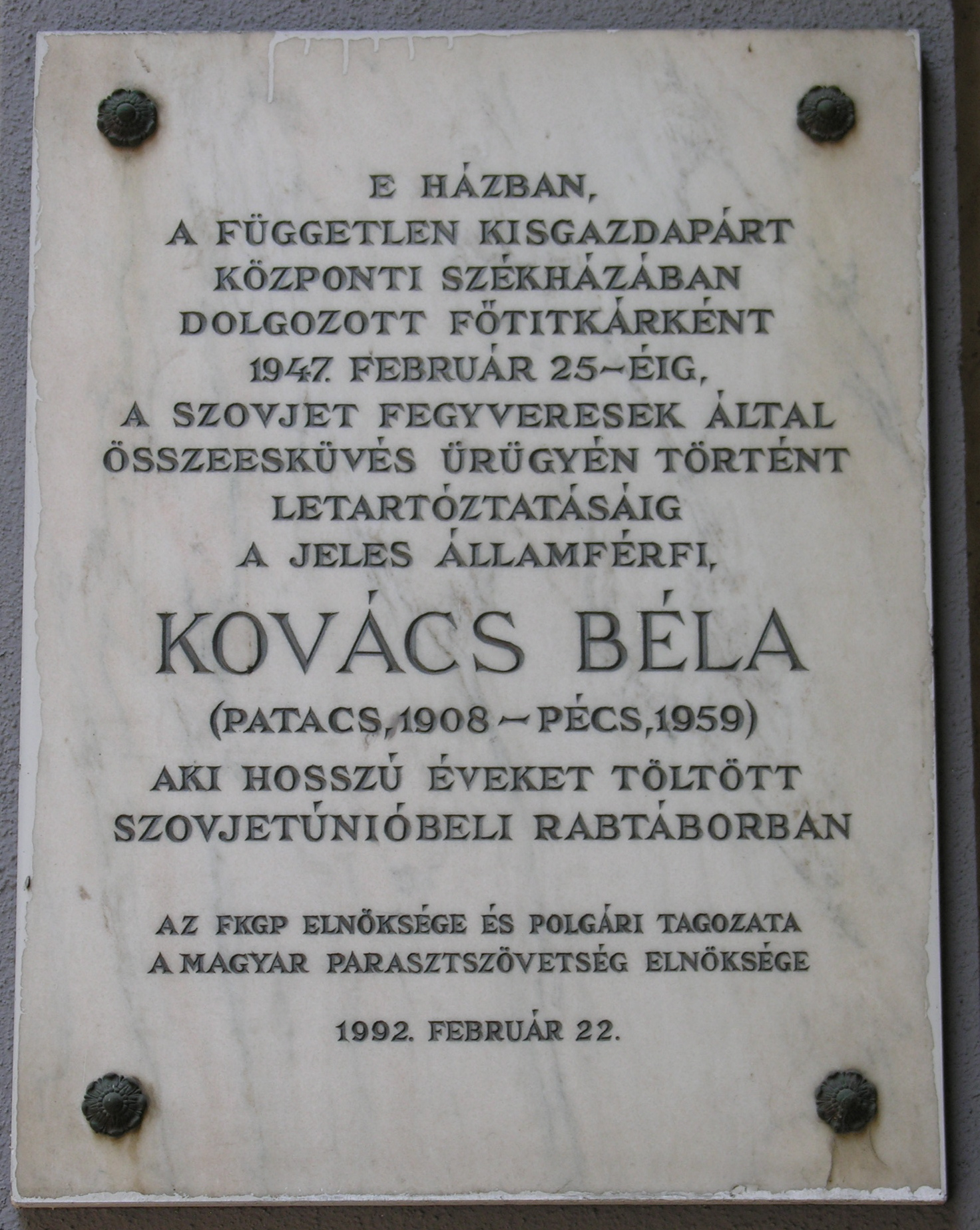
Мемориальная доска на здании, где находился штаб Независимой партии мелких хозяев в Будапеште

- В 1992 году установлена мемориальная доска на улице Земмельвейса на здании, где находился штаб Независимой партии мелких хозяев в Будапеште.Мемориальная доска на доме на улице Ваци в Будапеште, где был арестован Бела Ковач

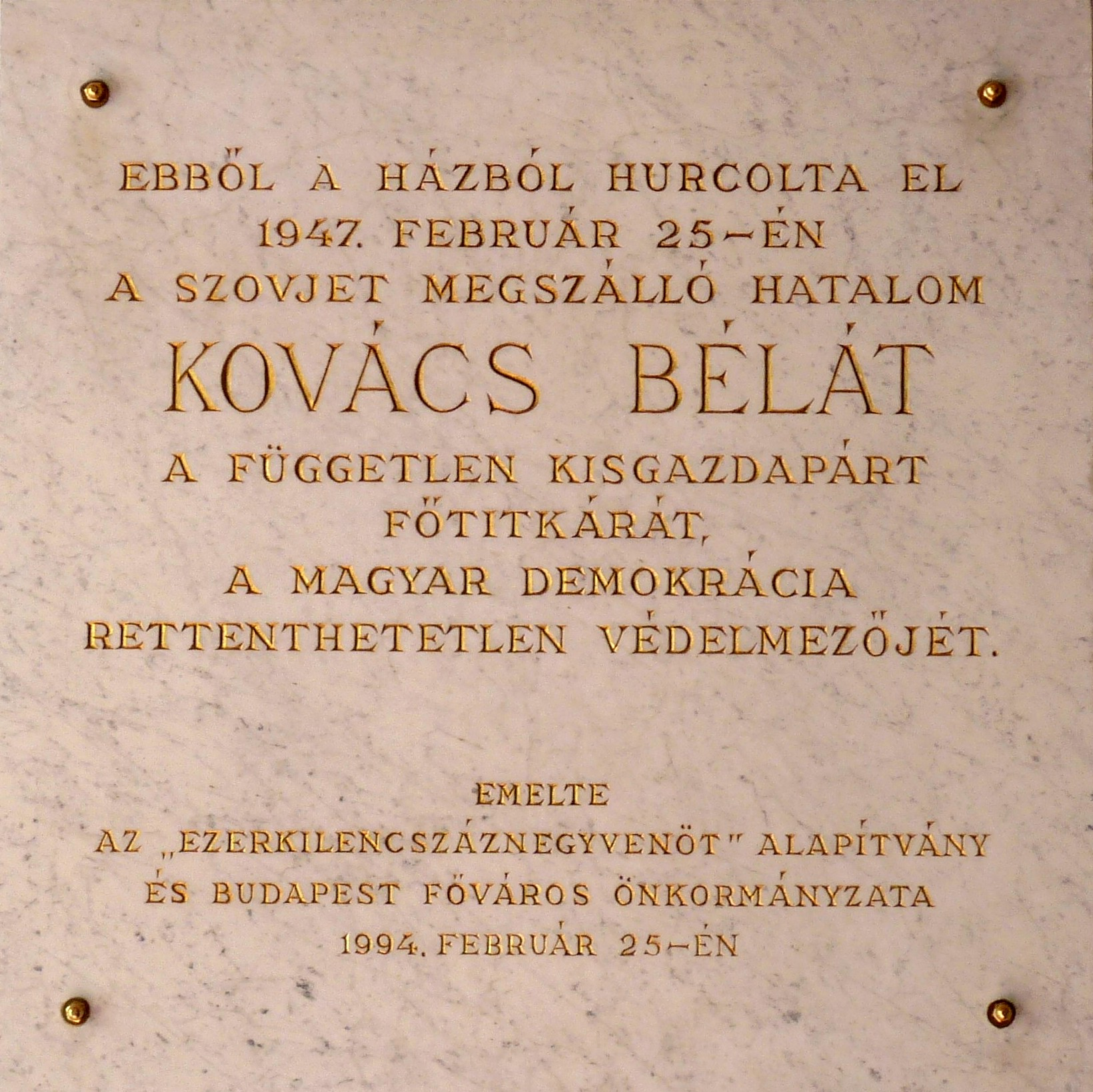
Мемориальная доска на доме на улице Ваци в Будапеште, где был арестован Бела Ковач

- В 1994 году установлена мемориальная доска на доме на улице Ваци в Будапеште, где был арестован Бела Ковач.
- 13 июня 2000 года венгерский парламент учредил 25 февраля — День памяти жертв коммунизма[венг.][7], отмечаемый в годовщину похищения Белы Ковача[8].
- На площади Лайоша Кошута[англ.], перед зданием венгерского парламента в районе Липотварош в Будапеште 26 февраля 2002 года установлен памятник работы венгерского скульптора Шандора Клигля[венг.].
- Имя Белы Ковача носит улица (Kovács Béla utca) в Пече. В 2018 году открыт мемориальный дом в Пече, созданный на месте рождения политика, на улице Белы Ковача[9]. Имя Белы Ковача также носит начальная школа (Pécsi Kovács Béla Általános Iskola) на улице Петера Пазманя в Пече[8].Памятник Беле Ковачу в Будапеште (2002; скульптор Шандор Клигль[венг.])

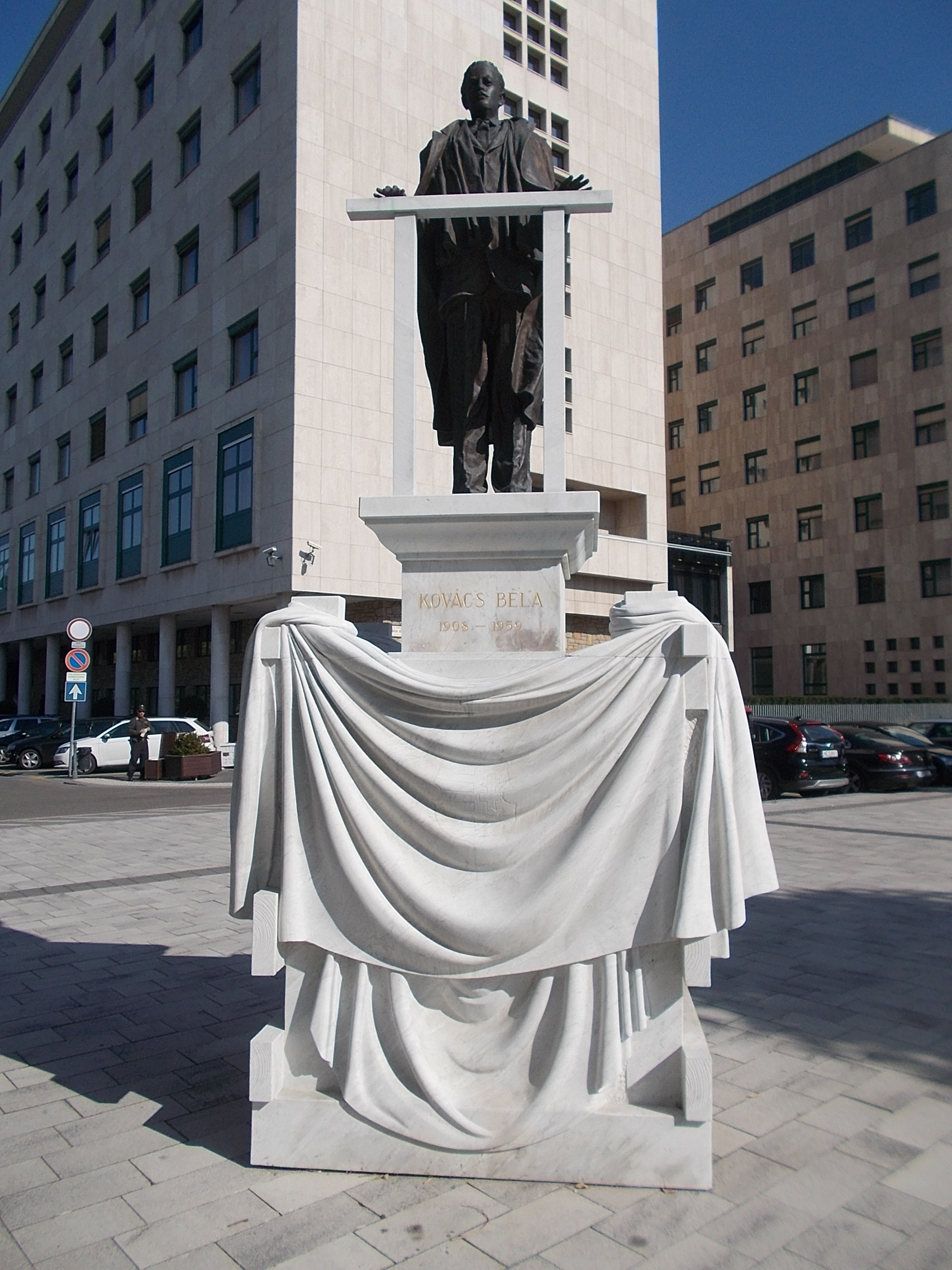
Памятник Беле Ковачу в Будапеште (2002; скульптор Шандор Клигль)